# Égothèle montagnard
Aegotheles albertisi
Espèce
Statut de conservation UICN

 LC  : Préoccupation mineure
L'Égothèle montagnard (Aegotheles albertisi) est une espèce d'oiseaux de la famille des Aegothelidae.

## Répartition
Cet oiseau vit à travers les régions élevées de Nouvelle-Guinée.

## Systématique
L'égothèle montagnard est actuellement considéré comme une espèce monotypique.
Sa phylogénie est cependant complexe en raison de la grande variabilité de l'espèce. Des espèces et sous-espèces désormais considérées comme synonymes d'albertisi étaient autrefois considérées : l'Égothèle d'Archbold (A. archboldi), occupant (ouest de l'île mais plus à l'est qu'albertisi), et les sous-espèces salvadorii (sud-est de l'île) et wondiwoi (Monts Wondiwoi). Une étude génétique de 2004 par Dumbacher et al. soutient le groupement de salvadorii, albertisi et archboldi comme des taxons proches (wondiwoi n'est pas considérée), conduisant à un possible traitement en 3 espèces. Le traitement actuellement adopté est celui de Beehler et Pratt, qui considèrent que l'étude de Dumbacher et al. n'est pas suffisante en raison de la faible dispersion géographique des échantillons. Le COI et Clements reconnaissent actuellement uniquement albertisi (depuis la version 7.2 pour le COI, et depuis 2022 pour Clements), tandis que HBW reconnaît actuellement tous les taxons cités.
L'espèce est proche de l'Égothèle de Wallace, mais la relation exacte entre les deux espèces reste mal connue.